# ニホンアシカ
ニホンアシカ (Zalophus japonicus) は、哺乳綱食肉目アシカ科アシカ属に分類される鰭脚類。かつては東アジアを中心に分布していたが絶滅したと考えられており、現生鰭脚類では本種とカリブモンクアザラシが絶滅種に指定されている。

## 分布
北はカムチャツカ半島南部から、南は宮崎県大淀川河口にかけて。北海道・本州・四国・九州の沿岸域、伊豆諸島、久六島・西ノ島・竹島などの日本海の島嶼、千島列島、南樺太、大韓民国（鬱陵島）などに分布していた。さらに、古い朝鮮半島上の記録によると、渤海と黄海から東岸を含む広範囲に見られたとされる。
繁殖地は恩馳島・久六島・式根島・竹島で確認例があり、犬吠埼・藺灘波島・大野原島・七ツ島でも繁殖していたと推定されている。
太平洋側では九州沿岸から北海道、千島、カムチャツカ半島まで、日本海側では朝鮮半島沿岸から南樺太が生息域。日本沿岸や周辺の島々で繁殖、特に青森県久六島、伊豆諸島各地（新島、鵜渡根島周辺、恩馳島、神津島)、庄内平野沿岸、アシカ島（東京湾）、伊良湖岬、大淀川河口（日向灘）なども生息地であった。三浦半島、伊豆半島（伊東、戸田・井田）、御前崎等にも、かつての棲息を思わせるような地名が残っている。
縄文時代以降の北海道・本州・四国の遺跡で骨が発見されていることから、近年までは日本全国の沿岸部に分布していたと考えられている。

## 形態
体長オス平均240センチメートル、メス推定180センチメートル。体重オス平均494キログラム、メス推定120キログラム。カリフォルニアアシカとの外部形態や体色での判別は困難とされるが、上顎の頬歯が1本ずつ多い傾向がある。
オスは全身が暗褐色で、頭頂部が隆起し体毛が白化する。メスは灰褐色で、背筋は暗灰色。

## 分類
カリフォルニアアシカの亜種とされることもあった。1950年に奥尻島で発掘された頭骨を用いた比較から、大型であることや歯列から1985年に独立種とする説が提唱されている。遺跡から発掘された四肢の骨のDNAの分子系統解析から、カリフォルニアアシカとは220万年前に分岐したと推定されている。

## 生態
距岸20キロメートル以内の沿岸域に生息していた。竹島繁殖個体群は繁殖後に回遊、もしくは季節移動を行っていたと考えられている。同所的に分布するキタオットセイやトドと比較すると、大規模な回遊は行わない。
ハダカイワシなどの魚類、ホタルイカなどの頭足類を食べていたと考えられている。死因として天敵のシャチやサメ類、病原としてはフィラリア症、皮膚病、腸内寄生虫が挙げられている。
婚姻様式は一夫多妻。5 - 6月に交尾を行い、竹島では4 - 5月に集合し7 - 8月に離散していた。1回に1頭の幼獣を産むと考えられている。
生息環境として岩礁や海蝕洞があり、繁殖活動は繁殖期に限られた繁殖場でのみ行う特性であった。

## 人間との関係
別名としてアジカ・アシカイオ・ウミオソ・ウミヨウジ・ウミカブロ・クロアシカ・トド・トトノミチ・ミチなどがある。小野蘭山の「本草綱目啓蒙」などから日本海側では本種がトドと呼称されていた可能性もある。日本近海では106か所のアシカ（35か所）・トド（71か所）の名のつく地点が存在する、あるいは過去に存在していた。これらはアシカとつく地点は千葉県銚子市以南宮崎県日南市以北の太平洋岸および瀬戸内海、トドとつく地点は北海道岸・岩手県大船渡市以北の太平洋岸・島根県までの日本海岸に分かれる。トドとつく地点に関しては種トドの繁殖地と異なる地域（トドの繁殖地は北海道以北）が含まれること、日本海側で本種がトドと呼称されることもあったことから、本種が由来となっている可能性もある。
1991年の環境庁レッドデータブックでは、絶滅と判定された。これに対し2008年の時点では1974年の捕獲例など50年以内の生存報告例（環境庁レッドデータブックでは過去50年以上信頼できる生息情報がないものを絶滅と評価する）があることから、絶滅種には該当しないとする反論もある。2014年現在、上記の理由や調査が進んでいないカムチャツカ半島には、ごく僅かながら生存している可能性があることを踏まえ、分類は絶滅危惧IA類とされているが、個体数は10頭以下と推定されている。
絶滅危惧IA類 (CR)（環境省レッドリスト）

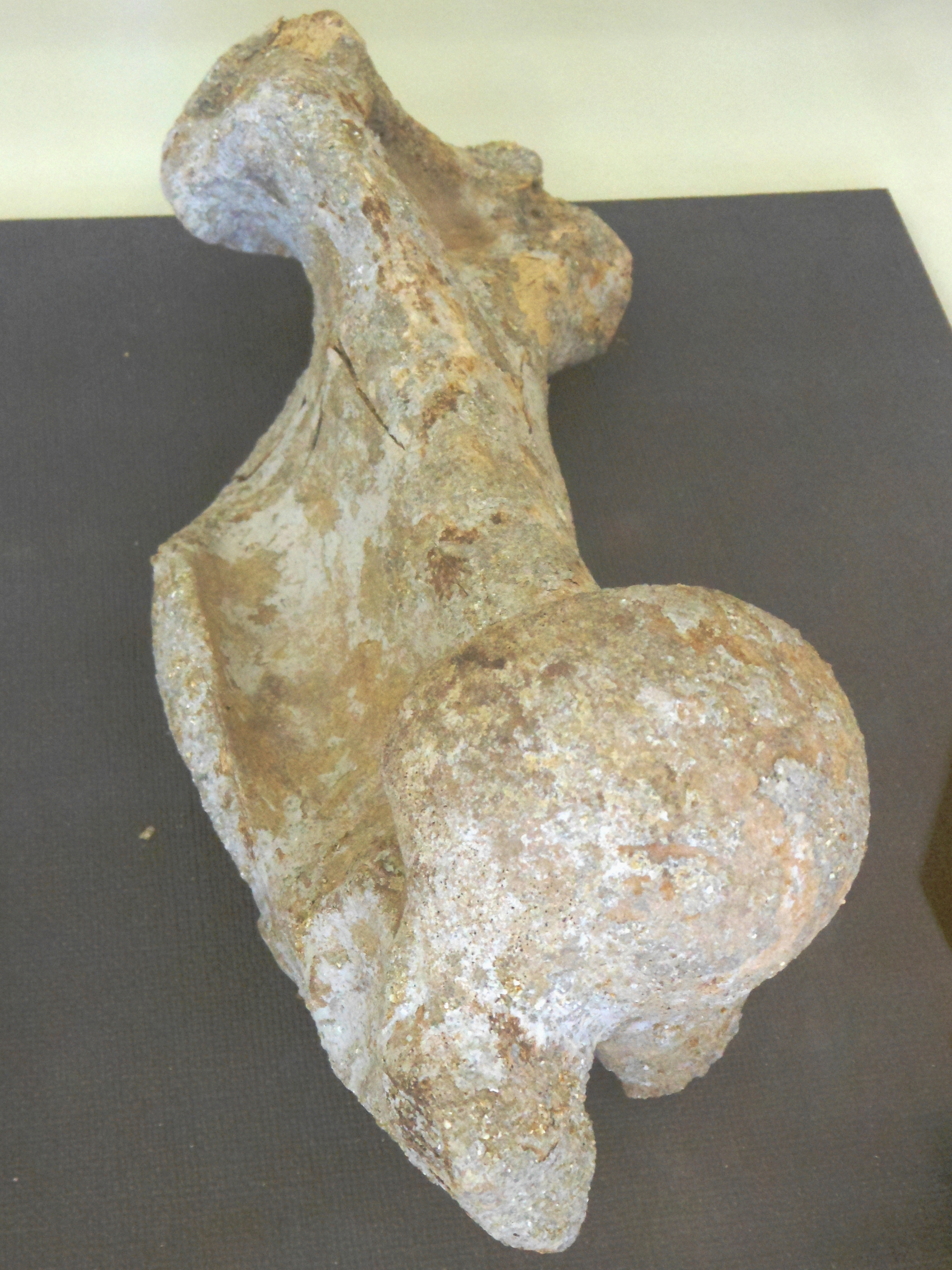
約8,000年前（縄文時代早期）の低湿地遺跡から出土したアシカの骨（佐賀県 東名遺跡）

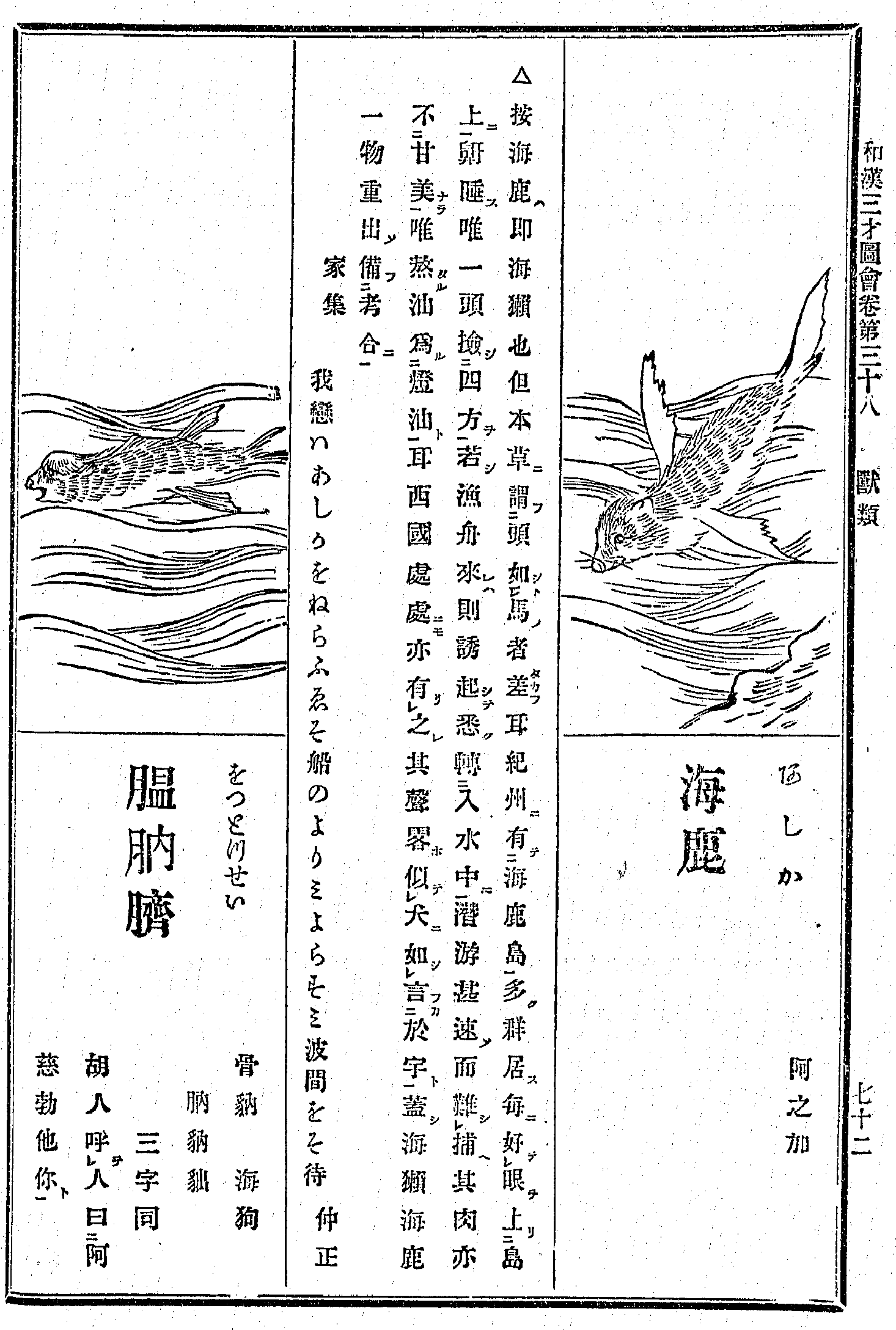
アシカ (右) とオットセイ, 和漢三才図会（1712年頃）

最後の生体発見例（後述）がある礼文島においても狩猟が盛んであった。江戸時代に執筆された和漢三才図会には、肉は食用には適さず、油を煎り取っていただけであると記されている。油脂は身を煮沸して抽出し、そのまま使用する以外にも石鹸や膠などの原料にも用いられた。20世紀に入ってからは、必要部位を取り除いた後に残った肉と骨は肥料として販売され、昭和初期にはサーカス用途にも捕獲されていた。

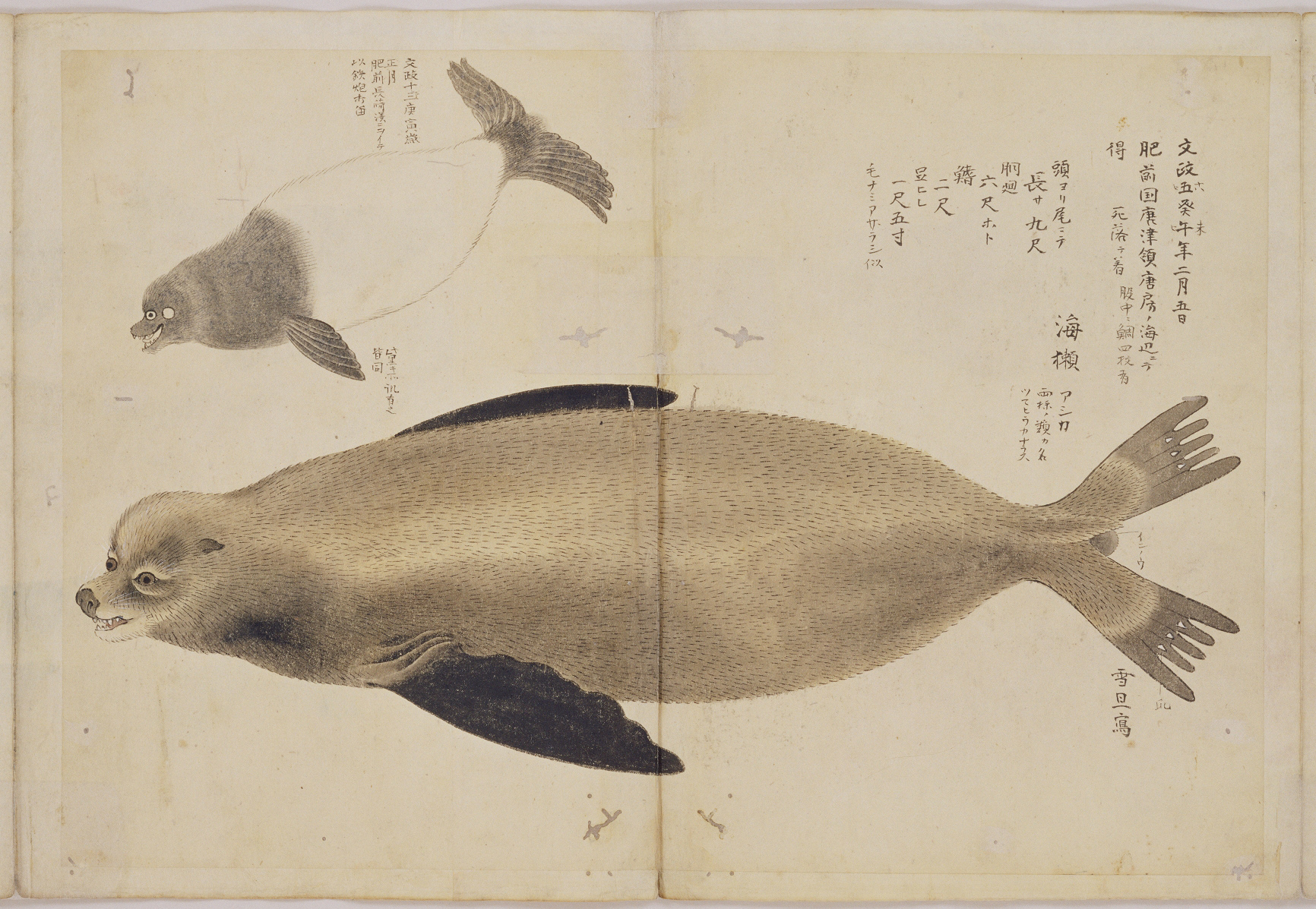
長谷川雪旦『魚類譜』に描かれたニホンアシカ。実物を見ながら筆写したものと思われる。

江戸時代に書かれた複数の文献においてニホンアシカに関する内容が記述されている。シーボルト『日本動物誌』には、ニホンアシカのメスの亜成獣が描かれている。「相模灘海魚部」（彦根城博物館所蔵）にも、不正確ではあるがニホンアシカが描かれている。20世紀初頭における生息数は、30,000 - 50,000頭と推定されている。
江戸時代までは禁猟であった。例として紀伊藩では初代藩主徳川頼宣により禁令が出され、回遊期の狩猟およびアシカ島への上陸・衣奈八幡宮司である上山家を監視役に命じ報告書の提出を義務付けるなどの対策を行っていた。高崎藩では藩主により銚子での捕獲が禁止され、仮に捕獲する場合は年に1回冥加金を取った漁師1人のみを許可していた。明治時代の政治的な混乱により、捕獲や駆除が野放しとなった。明治新政府により捕獲が禁止されたり保護策が江戸時代から受け継がれたところもあるものの、徹底はされなかった。
1879年（明治12年）に神奈川県三浦市南下浦町松輪の海岸で捕獲されたメスのニホンアシカを描いた正確な絵図が、『博物館写生』（東京国立博物館蔵）に残されている。少なくとも1900年代までは日本各地に生息していた。しかし、19世紀末から20世紀初頭にかけて、多くの生息地で漁獲や駆除が行われ、明治40年代には銚子以南から伊豆半島の地域でみられなくなり、同時期の1909年（明治42年）の記録では東京湾沿岸からも姿を消し、記録がある相模湾、三河湾周辺の篠島・伊良湖岬、瀬戸内海の鳴門海峡などの日本各地に生息していた個体群も20世紀初頭には次々と絶滅に追いやられ、その棲息域は竹島などの一部地域に狭められていった。

### 竹島
竹島周辺のアシカ漁は、1900年代初頭から本格的に行われるようになった。乱獲が懸念されたため、1905年（明治38年）2月22日に同島の所属を島根県に決定、同年4月に同県が規則を改定してアシカ漁を許可漁業に変更、行政が許可書獲得者に対し指導して、同年6月には共同で漁を行うための企業「竹島漁猟合資会社」が設立されて組織的な漁が始まり、同年8月には当時の島根県知事である松永武吉と数人の県職員が島に渡り、漁民から譲り受けたニホンアシカ3頭を生きたまま連れて帰り、県庁の池で飼育していたがまもなく死亡し剥製（後述の各高校に所蔵されていた内の3頭）にした、と山陰新聞（当時）が同年8月22日に伝えていた。アシカ漁では平均して年に1,300-2,000頭が獲られた。1904年 - 1911年までの約8年間で14,000頭も捕獲された。明治大正年間の乱獲によって個体数・捕獲数共に減少していった。
昭和初期には見世物として使用するため興行主（木下サーカス・矢野サーカスなど）から生きたままのニホンアシカを求める依頼が増えたが、その需要に応える量を確保することが難しい状況になっており、1935年（昭和10年）ごろには年間20-50頭まで落ち込んでしまった。捕獲量が最盛期のおよそ40分の1にまで激減したことや、太平洋戦争勃発の影響で、戦中アシカ漁は停止された。

### 戦後
第二次世界大戦以降は1951年に竹島で50 - 60頭が確認されている。 
- 1951年（昭和26年）11月に鳥取県立境高等学校水産科が竹島に行く際、実習船と並んで泳ぐニホンアシカを目撃した証言[17][23]。
- 1952年（昭和27年）に韓国の独島義勇守備隊が釜山でアシカを売り払い拳銃と小銃を購入[26][27]。
- 1953年（昭和28年）6月に実習船で竹島を訪れた島根県立隠岐高等学校水産科（現・島根県立隠岐水産高等学校）の当時の指導教官、岩滝克己らが竹島周辺でニホンアシカを目撃しており[17]、同島で韓国鬱陵島からワカメやアワビ漁のため渡航していた三人の韓国漁民に会い、食料が乏しいというので持参した米とタバコを差し出すと「捕まえたアシカを料理してごちそうすると話した」という証言[注釈 1]。
- 1950年代に竹島を占拠していた独島義勇守備隊により、アシカが20 - 30匹ずつ群れをなして泳いでいる姿を目撃[28]。
- 1958年（昭和33年）、竹島周辺の個体は200-500頭程度の少数の個体[注釈 2]が生存するとの報告。1950年代後期の推定生息数、竹島で100頭、全生息域で最大300頭の推計もある。

などが挙げられる。朝鮮戦争中（1950-1953年）には韓国兵が射撃訓練の的として使ったとの噂もある。
1950年代以降の生息報告は礼文島沖・青森県久六島・島根県西ノ島・竹島・千島列島捨子古丹島・カムチャッカ半島南部に限定される。ソ連実効支配地域でも1949年（昭和24年）に南樺太の海馬島（モネロン島）での捕獲例、1962年（昭和37年）に捨子古丹島での目撃例、1967年（昭和42年）にカムチャッカ半島での死骸の発見例がある。1970年代以降では1974年（昭和49年）に礼文島沖でキタオットセイとは明確に異なる外観に、トドとは生態と大きさが異なる事実から本種と識別された鰭脚類の幼獣の捕獲例があるが、捕獲後飼育されていたものの20日後に死亡している。1975年（昭和50年）に竹島で2頭の目撃例があったのを最後に、本種の生息は報告されていない。
世界自然保護基金（WWF）によると、繁殖は1972年（昭和47年）まで確認されており 、捕獲された個体が韓国の動物園で子供を出産したという記録が残されている。
最後の目撃事例以降にも、日本沿岸でアシカが数度目撃されており、1981年（昭和56年）と1985年（昭和60年）には岡山県玉野市宇野で、2003年（平成15年）7月に鳥取県岩美町の海岸で、2016年（平成28年）3月に鹿児島県薩摩川内市沖の下甑島周辺で目撃情報があったが、いずれも種は不明確であった。
日本の鳥獣保護法は制定された1918年（大正7年）から約84年間は海棲哺乳類は入っていなかった。2002年（平成14年）に鳥獣保護法改正により対象種とされた。 
生息状況の確認が古文献や聞き取り調査に限られること、生息数減少の経緯が不明なことから、生息数減少の原因を究明することはほぼ不可能と考えられている。可能性のある主因として生息環境の変化・捕獲圧が原因と考えられている。毛皮・剥製目的の乱獲、人間の繁殖地侵入による攪乱、エルニーニョ現象による食物の分布や生息数変動による可能も考えられている。衰退・絶滅の主な原因は、皮と脂を取るために乱獲されたことである。特に竹島においては大規模なアシカ漁による乱獲で個体数が減少したことが主要因とされ、研究者の一人である島根大学医学部（当時）の井上貴央も同様の見解を示している。1950年代には日本からの大量のビニール製品やソビエト連邦の原潜や核廃棄物の投棄など、著しく日本海が汚染された時期であり、生息環境が悪化していた点も指摘されている。残った数少ない個体も保護政策は実施されず、日本の鳥獣保護法では長期間保護対象外だったことや、竹島を不法占拠してきた大韓民国でも行われなかった（後に保護対象動物には指定されている）。韓国による竹島の軍事要塞化や在日米軍の軍事演習実施などの軍事関係も要因として指摘されている。

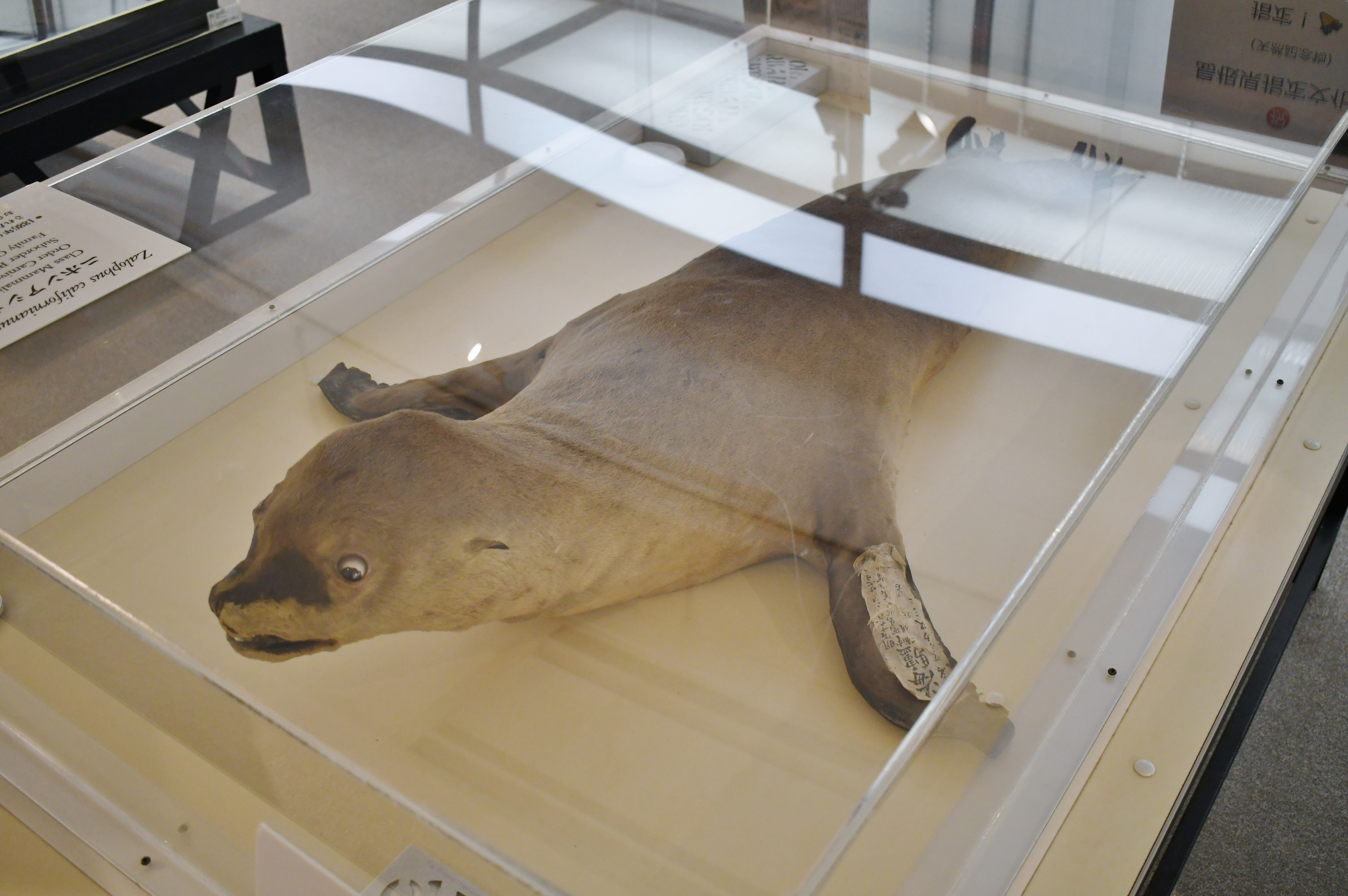
島根大学総合博物館蔵 剥製標本

新聞による文献調査から京都市動物園・熊本動物園（現: 熊本市動植物園）・神戸市諏訪山動物園（現: 神戸市立王子動物園）・堺水族館・天王寺動物園・東山動物園（現: 東山動植物園）・箱崎水族館・阪神パーク阪神水族館に収容されていた可能性がある。最も古い記録は京都市紀念動物園（現: 京都市動物園）で1903年（明治36年）の開園時に隠岐産の2頭が収容された記録がある。天王寺動物園の6体のアシカの剥製も竹島で捕獲され、戦前に同園で飼われていたニホンアシカのものであることが判明した。その中には竹島で恐れられたリャンコ大王と呼ばれる巨大な雄の個体の剥製も含まれていた。剥製は、長年他の種類のアシカやトドと思われていたり、剥製の存在自体が忘れ去られていたが、1990年代以降に相次いで所蔵されていることや種類がニホンアシカであることが判明している。現存数は全世界で約10〜15体とみられている。1886年（明治19年）2月に島根県松江市美保関町で捕獲され、以来島根師範学校から島根大学に保管されていた剥製が、1991年（平成3年）に井上貴央による調査・鑑定でニホンアシカと判明し、それが契機になり、先述の天王寺動物園の剥製もみつかった。1993年（平成5年）から1998年（平成10年）にかけて島根県立三瓶自然館や井上貴央などの調査・鑑定で、島根県の出雲高校、大社高校、松江北高校でもニホンアシカの剥製（1905年竹島産）が所蔵されていることが確認された。2006年（平成18年）11月3日 - 5日に大阪市天王寺動物園で行われた「絶滅の危機にある動物展」で、保存されている剥製が初めて一般公開された。また、当時の生態を伝える10点ほどの写真があるほか、1992年（平成4年）には米子市の民家で、1940年（昭和15年）に竹島で撮影された貴重な映像（8ミリフィルム）が発見され、ニホンアシカの生き生きとした姿が収められていた。また、戦後まもない1948年（昭和23年）のニュース映画に大阪淀川に迷入したアシカが捕獲される映像が残されている。九州大学のキャンパス移転に伴い死蔵されていた剥製が2018年に発見された。

### その他

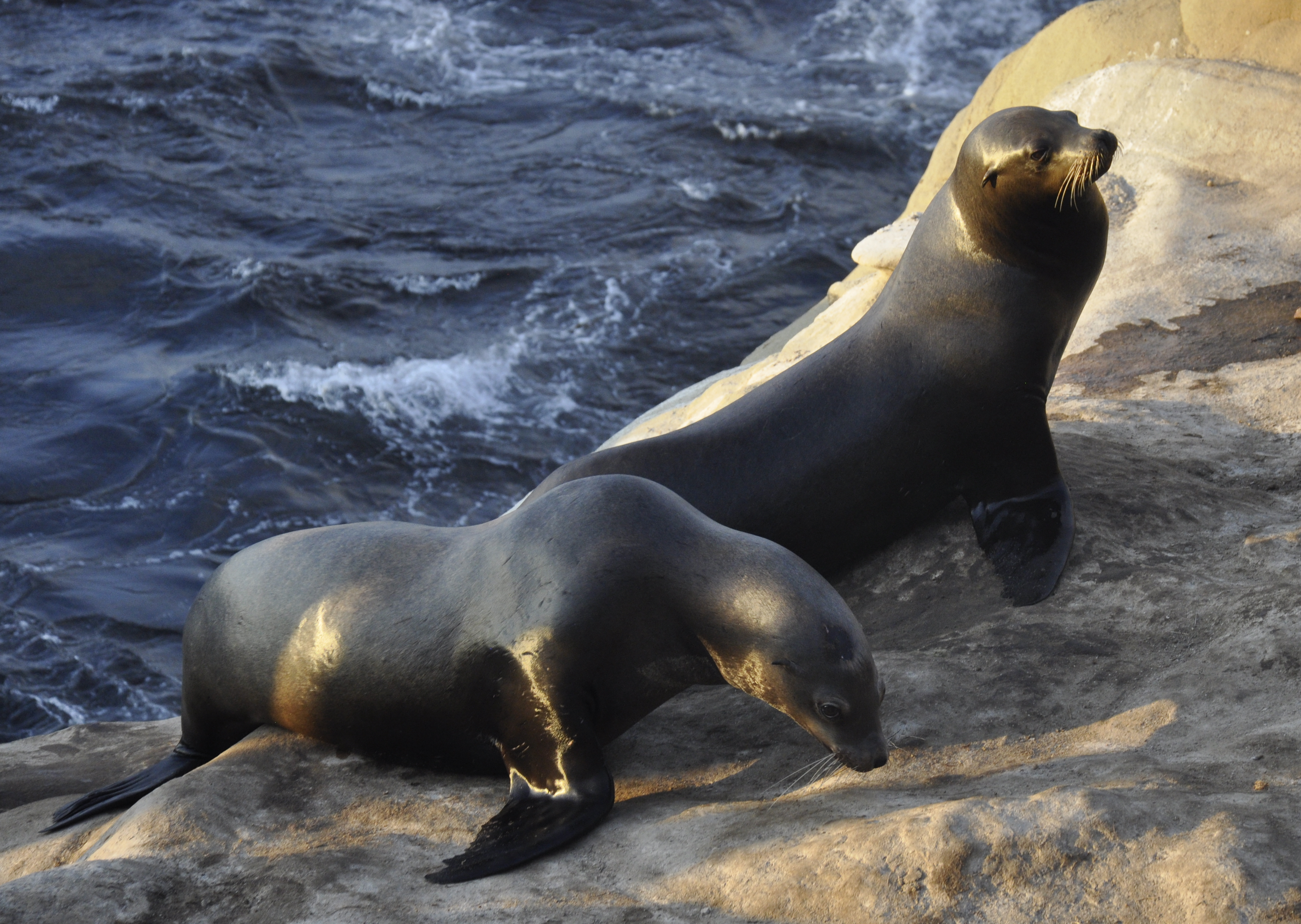
アメリカ合衆国のカリフォルニアアシカ。

韓国の環境部（日本の環境省に比類）は、韓国国立環境研究院の協力の下で、2007年に韓国・北朝鮮・ロシア・中華人民共和国によるニホンアシカの合同探索調査を2010年に行うと発表しており、仮にこの調査でニホンアシカの生存個体を発見できれば保護目的で竹島や韓国の日本海沿岸に運搬し、もし発見できなければアメリカ合衆国由来のカリフォルニアアシカの野生導入も検討すると述べていた。
これは、当時の韓国における、ツキノワグマなどの60種類の絶滅危惧種を韓国国内の自然保護区に再導入しようとしていた方針の延長であり、環境部はこの試みを領土問題のシンボル、韓国の国益、生態系の回復、エコツーリズムの可能性の観点から有益と判断していた。
なお、2003年に鳥取県岩美町で目撃された動物はカリフォルニアアシカであった可能性があり、青森県尻屋崎で回収された更新世の化石もクロアシカ（カリフォルニアアシカ）と識別されている。

## 参考画像

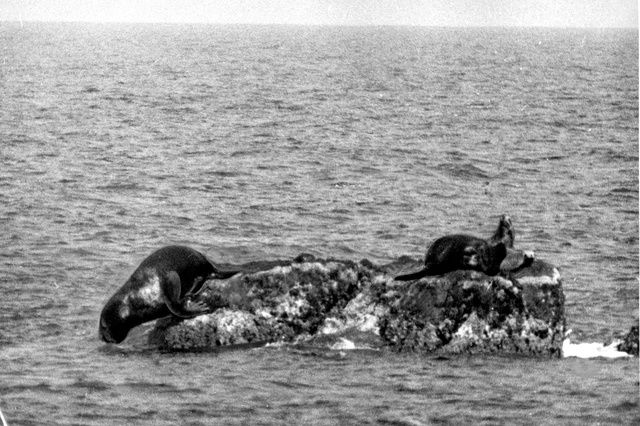
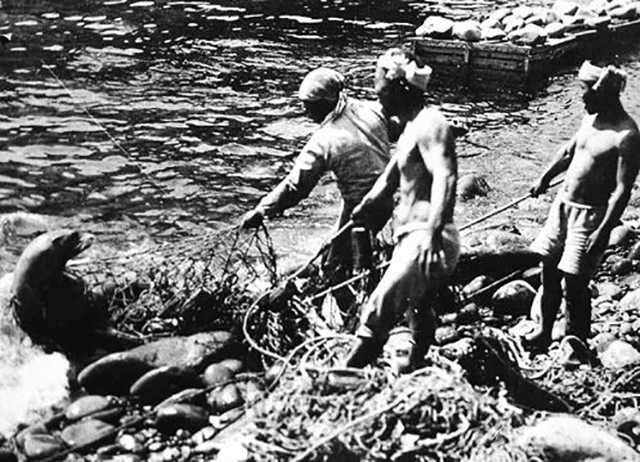
アシカ猟
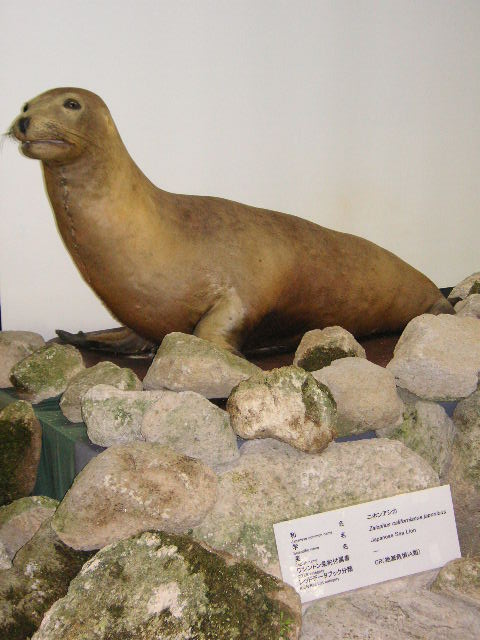
剥製
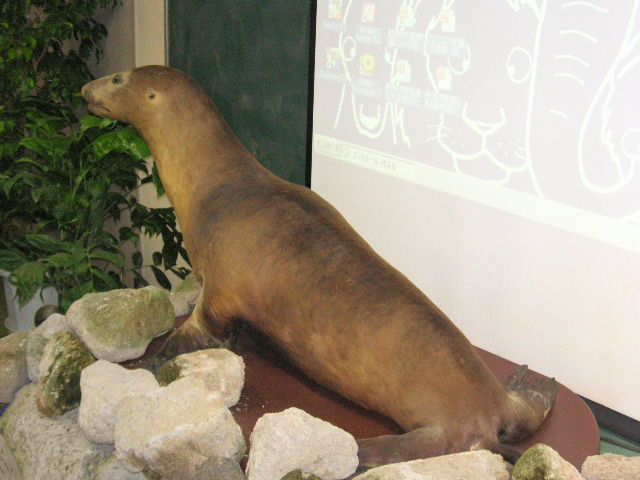
剥製
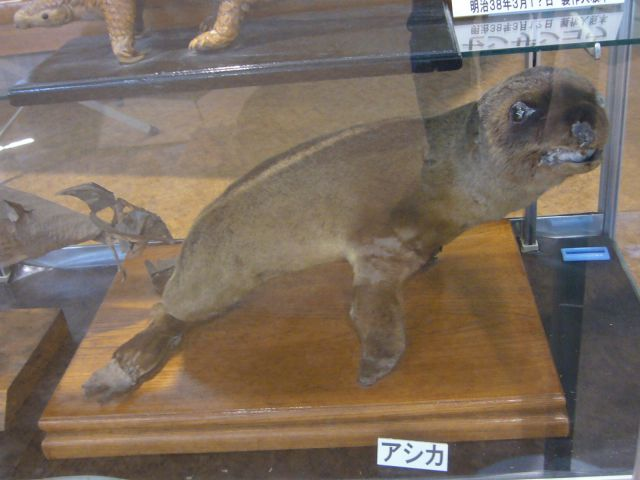
剥製
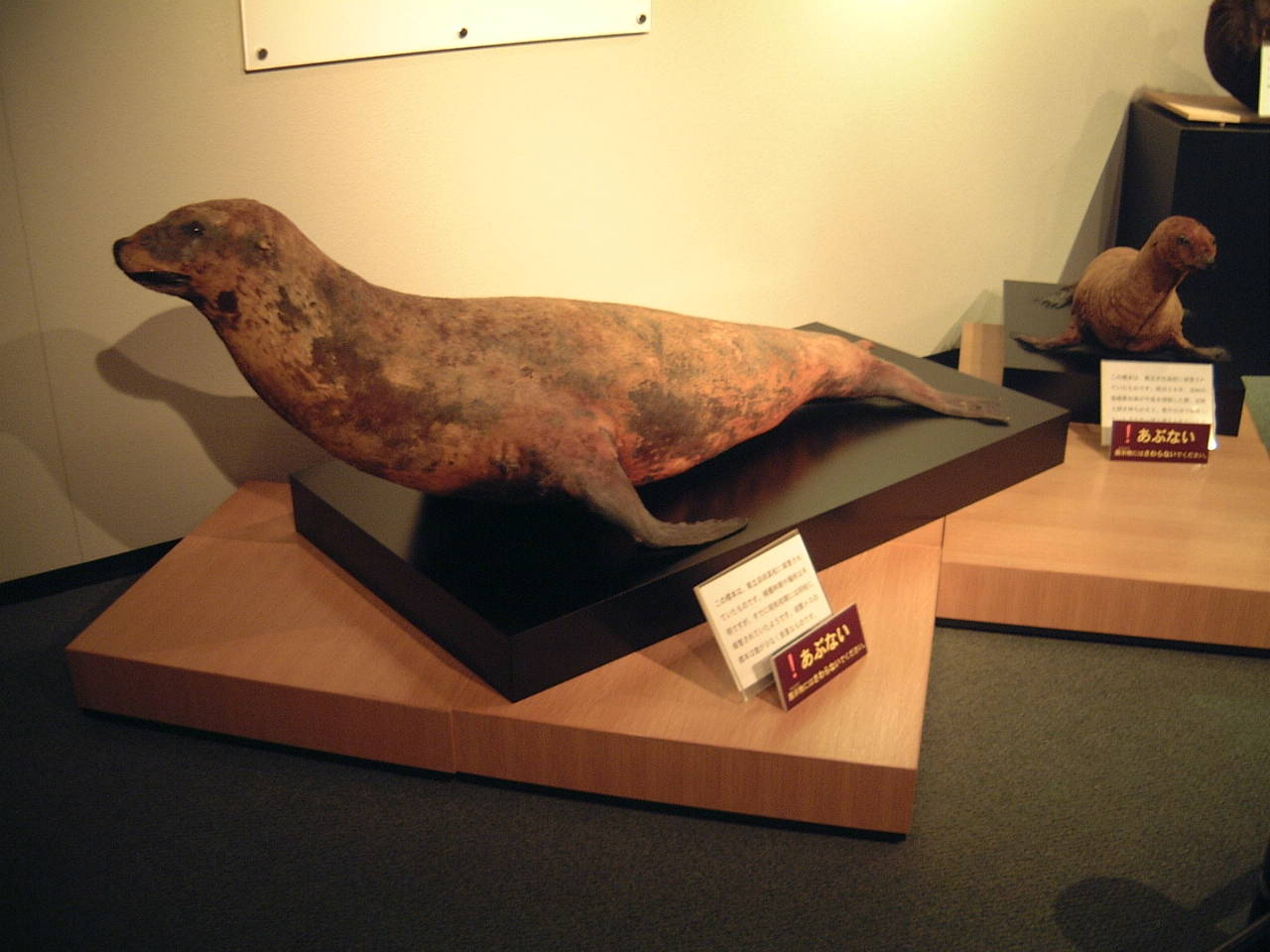
メス（手前）と幼獣（奥）の剥製
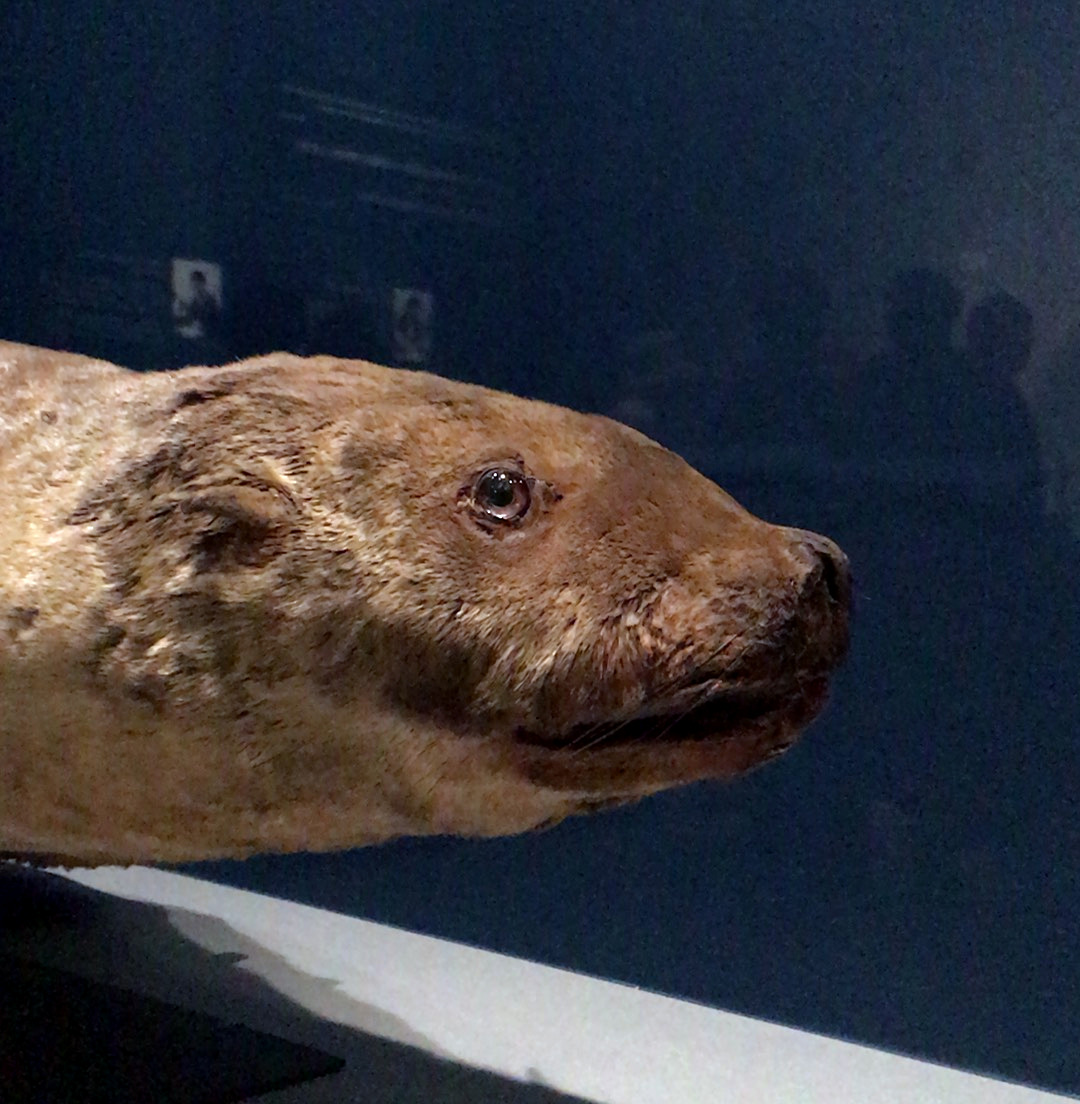
剥製の頭部
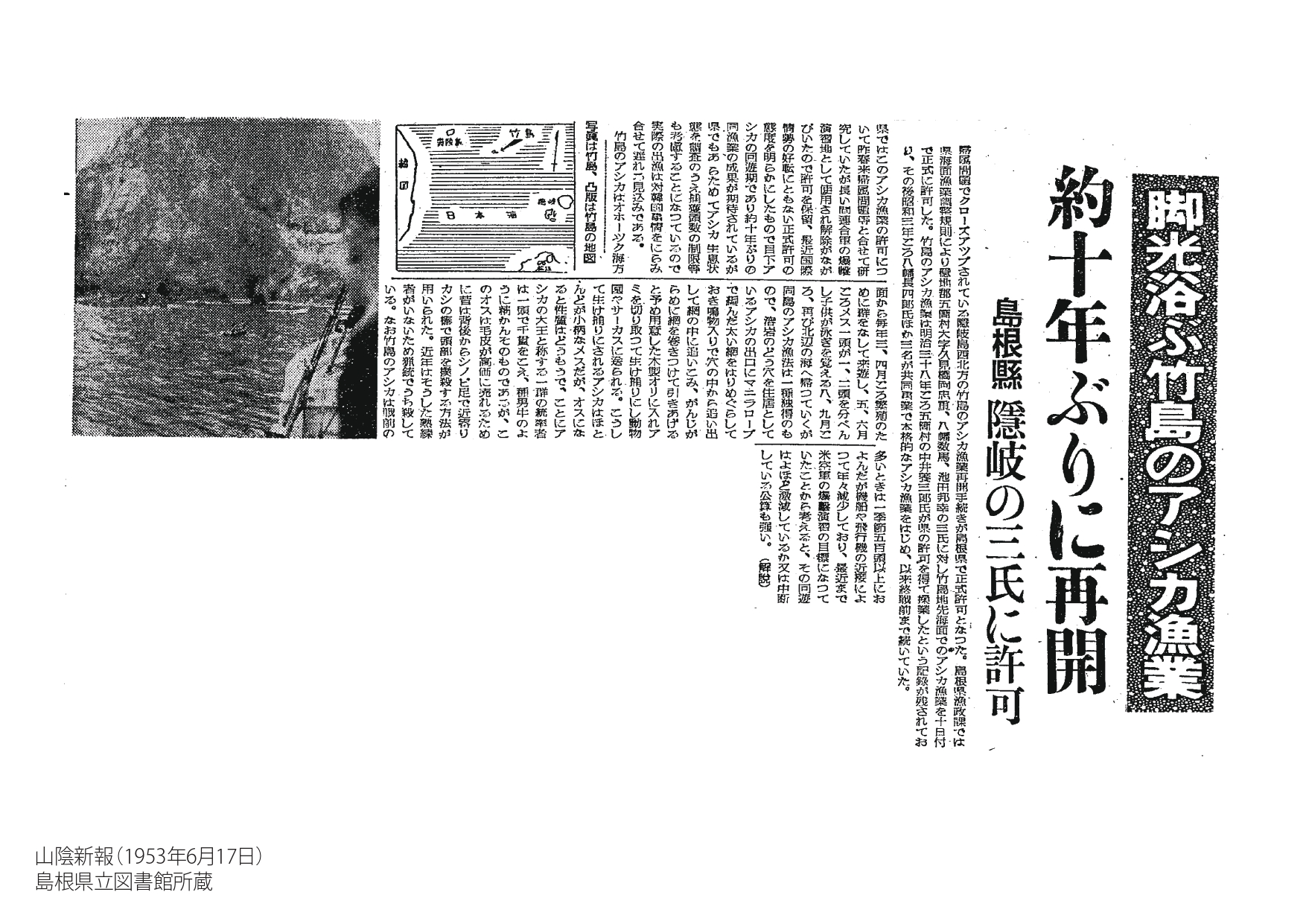
島根県より民間人3名に対し、アシカ漁再開の許可が出たことを伝える新聞記事（1953年6月17日「山陰新報」）

## ニホンアシカに関する事象

### 地名
由来する事例として下記が挙げられる。
- 犬吠埼 - 「犬」はアシカのことであるとする説がある。千葉県銚子市の岬。
- 海鹿島駅 - 銚子市内を走る銚子電鉄の駅。
- 海獺島
  - 海獺島 - 神奈川県、浦賀水道中（東京湾）に在る小島で、古来よりアシカの休息地であったと思われる。
  - 鴨川松島 - 千葉県、海獺島がある。昭和中期ごろまで、地元民は雨期に活発になるアシカの鳴き声を卜占に利用したとされる[45]。
  - 摺手岩 - 千島列島、海獺島を含む岩礁
  - 海鹿岩 - 和歌山県、由良町の白崎海岸沖にある岩礁で、相当数が捕獲された記録が残る[46]。
- 海驢岩 - 伊良湖岬近辺
- 海驢立鼻 - 式根島南西部
- 海馬島および 小トド - 青森県深浦町沖にある小島群。近くに黒島が存在する。

### 供養碑
日本各地に広く生息していたにもかかわらず、鯨墓が沢山存在するのに対して、ニホンアシカの供養碑は僅か二ヶ所しか存在しない。

### 諺
- 海驢の番

海驢（アシカ）はたくさんの個体が群れて眠り、そのうちの一頭が寝ずの番をしている事から、不寝番や交替で眠る様子を指した言葉である。
- 海驢は蛸の群れについてくる。

海驢はタコやイカが好物なので、漁師らが獲物を見つける目安にするということ。下北半島地方の諺。
- ミチの寝流れ ミチとは海驢の事で、アシカが海流に身を任せて遊泳することを指す[48]。ミチという表記は日本書紀にも登場し、オトタチバナ妃が身投げの際にこれのなめし革を使用したとされる。

### 神具
出雲大社の歯固神事（はがためのしんじ）等の重儀では、ニホンアシカの皮の上に土器等を置く伝統がある。

### 絵本「メチのいた島」
2013年2月、隠岐の島町在住の元小学校教員がかつて竹島で漁業をなりわいとしていた町内の人びとから聞き書きした絵本が自費出版された。竹島が豊かな漁場であったことや連れ帰ったアシカ（メチ）と島の子どもたちとのふれあいが描かれている。その後この絵本は、2017年に山陰中央新報社から出版された。